# Hrušovany u Brna
Hrušovany u Brna (in tedesco Rohrbach) è un comune della Repubblica Ceca facente parte del distretto di Brno-venkov, in Moravia Meridionale.